# Parallels Workstation
Parallels Workstation è il primo prodotto software commerciale distribuito da Parallels, Inc., un'azienda sviluppatrice di virtualizzazione desktop e server.
Il software Workstation consiste di una suite di macchine virtuali per computer compatibili x86 (con sistemi operativi Windows o Linux) che permette la creazione e l'esecuzione simultanea di più macchine virtuali nel computer.
Il prodotto è distribuito come un pacco da scaricare.